# Chankebail, Khanapur
Chankebail là một làng thuộc tehsil Khanapur, huyện Belgaum, bang Karnataka, Ấn Độ.